# Henk Wery
Hendrikus Wilhelmus Jan Gerardus „Henk“ Wery (* 10. Juni 1943 in Amersfoort) ist ein ehemaliger niederländischer Fußballspieler.

## Karriere

### Verein
Wery begann in seiner Heimatstadt bei den Amersfoortse Boys und Hollandia Victoria Combinatie mit dem Fußballspielen. Bei HVC gab er in der Saison 1960/61 sein Debüt im Profifußball. 1962 wechselte er zur DWS Amsterdam, mit der er in seiner ersten Saison in die Eredivisie aufstieg. Ein Jahr später wurde Wery mit der DWS sogar niederländischer Landesmeister.
Nach dem Gewinn der Meisterschaft schloss sich Wery dem Utrechter Verein VV DOS an. Dort wurde er 1967 Nationalspieler. 1968 wechselte Wery zu Feyenoord Rotterdam, wo er dreimal die Landesmeisterschaft und einmal den KNVB-Pokal gewann. Seine größten Erfolge waren der Gewinn des Europapokals der Landesmeister und des Weltpokals 1970 sowie des UEFA-Pokals 1974.
Im Sommer 1974 kehrte Wery nach Utrecht zurück, wo er nach zwei Spielzeiten seine Karriere beim FC Utrecht beendete.

### Nationalmannschaft
1967 wurde Wery zum ersten Mal in die niederländische Nationalmannschaft berufen. Bei seinem Debüt im Freundschaftsspiel gegen die Sowjetunion traf er gleich doppelt, davon einmal per Elfmeter.
Bis 1973 bestritt Wery insgesamt zwölf Länderspiele, in denen er drei Tore erzielte.

## Erfolge
- Niederländischer Meister: 1964, 1969, 1971 und 1974
- Niederländischer Pokalsieger: 1969
- Europapokal der Landesmeister: 1970
- Weltpokal: 1970
- UEFA-Pokal: 1974